# Nethinius satanas
Nethinius satanas là một loài bọ cánh cứng trong họ Cerambycidae.